# 城关镇 (范县)
城关镇，是中华人民共和国河南省濮阳市范县下辖的一个镇。该镇目前是為山东省莘县包圍的飞地。

## 行政区划
城关镇下辖以下地区：
金村、张扶村、西张青营村、赵亭村、义和庄村、东李庄村、付亭村、西李庄村、北杨铺村、李庄村、朱崮堆村、仝庄村、段庙村、老城第一类似社区、老城第二类似社区、老城第三类似社区、老城第四类似社区、新区第一社区和新区第二类似社区。